# Miss France 1920
Miss France 1920 est la 1re élection de Miss France, à l’époque appelée « La plus belle Française ». 
Agnès Souret, vivant avec sa mère à Espelette, aujourd’hui en région Nouvelle-Aquitaine, remporte le titre et devient ainsi la première Miss France.
Lors de sa présentation officielle, elle fut décrite ainsi : « née à Bayonne de père breton et de mère basque – cheveux : châtain clair – yeux : bruns – teint : clair – taille : 1m68 »

## Déroulement
En 1920 est créé le concours Miss France, appelé alors celui de « La plus belle femme de France » à l'initiative du journaliste Maurice de Waleffe et du quotidien Le Journal. Agnès Souret envoie une photo d’elle, en communiante avec une courte lettre : « Je n’ai que 17 ans, dites-moi si je dois traverser la France pour courir ma chance. » Il y a alors 2 063 candidates avant les éliminatoires puis 49 après. Sept présélections désignent les sept finalistes. Le concours étant organisé par Le Journal, c'est le public qui s'exprime au moyen d'un suffrage. C'est au cinéma que les spectateurs sont appelés à choisir avant la projection des films puis à voter par carte postale.
Le 10 mai, Agnès Souret est élue avec 114 994 voix sur les 234 757 exprimées. Elle remporte 4000 francs. Dans Le Figaro, Hervé Lauwick dit d’elle : « Le ciel lui avait donné, outre une beauté éblouissante qu’on pouvait ne pas aimer, mais certaine, infiniment de sagesse et de bonté ; elle avait ce don précieux et rare entre tous les dons : un heureux caractère, que nul mouvement d’humeur n’a jamais troublé. Nous ne connaissons guère, pour être dans ce cas, qu’une seule femme illustre par sa beauté, à laquelle on pourrait peut-être en ajouter deux, mais surement pas trois, dans le monde entier. C’est si dangereux d’être trop belle ; et l’orgueil vient si vite au cœur humain ! » Un autre article affirme que « Cette fleur de nos Pyrénées brûlantes, atténuée par les brumes de l'Armorique, réalise l'idéale en demi-teinte qu'on appelle le charme français. »

## Classement final
| Résultat final   | Candidate        | Ville ou Région         |
| ---------------- | ---------------- | ----------------------- |
| Miss France 1920 | Agnès Souret     | Espelette, Aquitaine    |
| 1re dauphine     | Georgette Labbe  | Rouen, Normandie        |
| Top 7            | Lucienne Ginette | Paris                   |
| Top 7            | Dolly Davis      | Paris                   |
| Top 7            | Louise Masclet   | Paris                   |
| Top 7            | Thérèse Thya     | Saint-Quentin, Picardie |
| Top 7            | Ketty Wittkowska | Paris                   |

## Candidates
49 candidates avaient été sélectionnées, puis réparties en séries de sept et identifiées par un nom de fleur, d'oiseau ou encore de pierre précieuse. Le public était alors appelé à voter en se rendant au cinéma, où leur était remis une carte postale avec le nom des sept candidates de chaque série. Ils devaient classer les candidates par ordre de préférences puis enfin envoyer le bulletin au quotidien Le Journal, chargé du vote. La gagnante de chaque série accédait alors à la phase finale. Grâce aux archives du journal Comœdia, il apparaît que les sept finalistes étaient :
| Série | Nom et surnom                    | Âge    | Taille | Lieu de naissance | Caractéristiques                                                     | Nombre de voix |
| ----- | -------------------------------- | ------ | ------ | ----------------- | -------------------------------------------------------------------- | -------------- |
| N°1   | Lucienne Ginette "La Pâquerette" | 17 ans | 1,65 m | Paris             | Cheveux châtain foncé, yeux noirs. Père et mère lorrains.            | 70 191 voix    |
| N°2   | Agnès Souret "L'Émeraude"        | 17 ans | 1,68 m | Bayonne           | Cheveux châtain clair, yeux bruns. Père breton et mère basque.       | 195 168 voix   |
| N°3   | Dolly Davis "Le Rouge"           | 23 ans | 1,60 m | Paris             | Cheveux blonds, yeux bleus. Père et mère parisiens.                  | 89 749 voix    |
| N°4   | Louise Masclet "Le Rossignol"    | 17 ans | 1,62 m | Paris             | Cheveux blond cendré, yeux bleus. Père et mère parisiens.            | 81 612 voix    |
| N°5   | Thérèse Thya "Le Brocart"        | 21 ans | 1,66 m | Saint-Quentin     | Cheveux châtain clair, yeux bleus. Père et mère picards.             | 59 258 voix    |
| N°6   | Georgette Labbe "Circé"          | 18 ans | 1,54 m | Rouen             | Cheveux acajou, yeux brun vert. Père poitevin et mère parisienne.    | 109 412 voix   |
| N°7   | Kitty Wittkowska "Béatrice"      | 22 ans | 1,70 m | Paris             | Cheveux très blonds, yeux bleus très clairs. Père et mère parisiens. | 83 284 voix    |

## Séries de candidates
Les 49 candidates étaient réunies en sept séries de sept candidates. Chaque semaine, des cartes postales à l'effigie de chaque candidate d'une série étaient distribuées dans les cinémas et le public était alors appelé à voter. La gagnante de chaque série accédait à la phase finale. Grâce aux cartes postales, il est possible de retrouver la photo ainsi que le pseudonyme de chaque candidate.
| Série                    | Candidates                        |
| ------------------------ | --------------------------------- |
| "Les Fleurs"             | "La Pâquerette" (Georgette Labbe) |
| "Les Fleurs"             | "La Violette"                     |
| "Les Fleurs"             | "Le Myosotis"                     |
| "Les Fleurs"             | "La Pensée"                       |
| "Les Fleurs"             | "Le Muguet"                       |
| "Les Fleurs"             | "L’Œillet"                        |
| "Les Fleurs"             | "La Rose"                         |
| "Les Pierres Précieuses" | "L'Émeraude" (Agnès Souret)       |
| "Les Pierres Précieuses" | "La Turquoise"                    |
| "Les Pierres Précieuses" | "La Topaze"                       |
| "Les Pierres Précieuses" | "Le Rubis"                        |
| "Les Pierres Précieuses" | "Le Saphir"                       |
| "Les Pierres Précieuses" | "Le Diamant"                      |
| "Les Pierres Précieuses" | "Le Grenat"                       |
| "L'Arc-en-Ciel"          | "Le Rouge" (Dolly Davis)          |
| "L'Arc-en-Ciel"          | "Le Vert"                         |
| "L'Arc-en-Ciel"          | "Le Bleu"                         |
| "L'Arc-en-Ciel"          | "L'Orange"                        |
| "L'Arc-en-Ciel"          | "Le Jaune"                        |
| "L'Arc-en-Ciel"          | "L'Indigo"                        |
| "L'Arc-en-Ciel"          | "Le Violet"                       |
| "Les Oiseaux"            | "Le Rossignol" (Louise Masclet)   |
| "Les Oiseaux"            | "L'Alouette"                      |
| "Les Oiseaux"            | "Le Rouge-Gorge"                  |
| "Les Oiseaux"            | "L'Hirondelle"                    |
| "Les Oiseaux"            | "Le Chardonneret"                 |
| "Les Oiseaux"            | "La Fauvette"                     |
| "Les Oiseaux"            | ?                                 |
| "Les Soieries"           | "Le Brocart" (Thérèse Thya)       |
| "Les Soieries"           | "Le Satin"                        |
| "Les Soieries"           | "Le Voile"                        |
| "Les Soieries"           | "La Moire"                        |
| "Les Soieries"           | "La Peluche"                      |
| "Les Soieries"           | "La Faille"                       |
| "Les Soieries"           | "Le Velours"                      |
| "Les Déesses"            | "Circé" (Georgette Labbe)         |
| "Les Déesses"            | "Diane"                           |
| "Les Déesses"            | "Cérès"                           |
| "Les Déesses"            | "Minerve"                         |
| "Les Déesses"            | "Pomone"                          |
| "Les Déesses"            | "Junon"                           |
| "Les Déesses"            | "Vénus"                           |
| "Les Héroïnes"           | "Béatrice" (Ketty Wittkoswka)     |
| "Les Héroïnes"           | "Phèdre"                          |
| "Les Héroïnes"           | "Ophélie"                         |
| "Les Héroïnes"           | "Chimène"                         |
| "Les Héroïnes"           | '"Andromaque"                     |
| "Les Héroïnes"           | "Juliette"                        |
| "Les Héroïnes"           | "Célimène"                        |